# Евелин Банев – Брендо
Евелин Николов Банев по прякор Брендо е български престъпник, разработчик на недвижими имоти, писател и бивш борец.
Известен е с престоя си в затвора и множеството криминални преследвания за пране на пари и наркотрафик в България и Италия.

## Биография

### Ранни години
Роден е на 8 октомври 1964 г. в Бургас (по други данни – в Тополовград).
През 1985 г. постъпва в Националната спортна академия. По време на обучението си в нея той често пътува до международни лагери, турнири и състезания по борба, представяйки своя клуб „Академик – София“ и Националния отбор на България по борба. Банев е удостоен със званието „Майстор на спорта на България“ и се бори в категория до 74 кг.

### Предприемаческа дейност
Първата му фирма ЕТ „Пеликан - Евелин Банев“ е регистрирана в Ямбол през 1995 г. Според негова визитка, публикувана в „Капитал“, през 1998 г. заедно с Петър Петров – Амигоса и Иван Тодоров – Доктора създава фирмата „Източни финанси“ ООД. Брендо се води приближен до групировката ВИС-2, но след размиването на границите на силовите структури работи и със СИК. През 2001 г. регистрират с бившата си жена Моника Добринова фирма „Б.М.А. трейдинг“ ООД.

### Наказателни преследвания и арест
През април 2007 г. Софийският апелативен съд сменя мярката за неотклонение домашен арест на Евелин Банев срещу парична гаранция от 20 000 лeвa. В мотивите си съдът сочи, че разследващите органи не работят достатъчно активно и не са събрани нови доказателства. Банев е обвинен в участие в престъпна група за пране на пари, която е действала в България, Швейцария, Австрия и Германия. Делото е образувано по материали от 2006 г. срещу убития в София Константин Дишлиев.
Случаят на Банев отново привлича вниманието на медиите през 2008 г., когато Швейцария се съгласява да вдигне банковата си тайна и да предоставя банкова документация на българските власти. По-късно става ясно, че в молбите си за съдебна помощ към Швейцария българската прокуратура е изпратила невярна информация – т.е. че Банев е обвинен в трафик и разпространение на наркотици, а не в пране на пари.
Към май 2012 г. делото на Банев все още е висящо, като съдебните заседания се отлагат по искане на прокуратурата. Във връзка със случая различни български медии и доклади на Европейската комисия коментират неоснователните обвинения и злоупотребата с власт от страна на прокуратурата. По това време българските власти започват операция „Кокаинови крале“ с огромно медийно отразяване, включително пресконференция с италианските власти. При акцията са арестувани около 30 души, сред които е и Банев.
След края на операцията Италия иска временно екстрадиране на Банев, за което той и адвокатският му екип се борят. Българският апелативен съд обаче потвърждава 1-годишната екстрадиция на Банев в Италия на 17 юли 2012 г. с условието той да бъде върнат в България, когато е необходимо за процеса срещу него за пране на пари.  Изслушването по екстрадицията не минава без противоречия, тъй като съдът отказва правото на Банев да назначи нов защитник и отхвърля искането на служебния адвокат за повече време за запознаване с делото. Банев е екстрадиран в Италия на 26 юли 2012 г.
През юли 2014 г. Софийският апелативен съд оправдава Банев по всички повдигнати срещу него обвинения и отменя издадената преди това от Софийския градски съд присъда от седем години и половина. През септември 2015 г. Върховният касационен съд на Италия анулира 20-годишната му присъда за трафик на наркотици и я връща за доразглеждане в Апелативния съд в Милано.
На сутринта на 24 юни 2024 г. Евелин Банев – Брендо се появява пред Централния софийски затвор и се предава доброволно на полицията. След това той е настанен в Софийския затвор за изтърпяване на наказанието лишаване от свобода.

### Отвличането на Лара Банева
На 5 март 2013 г. около 7:30 часа сутринта трима маскирани нападатели отвличат 10-годишната дъщеря на Евелин Банев Лара Банева минути преди тя да бъде откарана на училище. Мотивите за отвличането са били повод за много спекулации. На телевизионна пресконференция три дни по-късно главният прокурор Сотир Цацаров заявява, че „отвличането на Лара е послание към Брендо“.
След почти два месеца плен е освободена на 21 април 2013 г. Била е оставена пред сградата на полицейското управление в София около 22:00 часа. Съобщено е, но не е потвърдено, че похитителите първоначално са поискали 10 милиона евро откуп, но по-късно са се съгласили да я освободят в замяна на 530 000 евро.

### Друго
През март 2015 г. Евелин Банев публикува самостоятелно романа си, озаглавен „Съзирам душата на България“, който пише, докато е в затвора. Произведението разказва за пътуването към себеоткриването и реализацията, предадено от главния герой, Макс, след 20 години затвор на дъщеря му Анна. Банев е и илюстраторът на корицата на книгата, представляваща изображение на две мандали.